# ميخائيل راسومني
ميخائيل راسومني (بالإنجليزية: Mikhail Rasumny)‏ ممثل سينمائي أمريكي يهودي من أصل روسي، اشتهر في هوليوود بأدوار ثانوية في أفلام أشهرها ضربات قلب ولمن تقرع الاجراس وقراصنة كابري.

## السيرة الذاتية
ولد راسومني عام 1890 في اوديسا في اوكرانيا، واستقر في ألمانيا عام 1920 وشارك في أفلام ألمانية صامتة، ثم انتقل إلى فرنسا وشارك في مسرحيات فرنسية، ولم تكن تجاربه ناحجه فهاجر 1937 إلى الولايات المتحدة الأمريكية وتابع مسيرته الفنية على مسرح برودواي في نيويورك ثم انتقل إلى لوس انجلوس وشارك في أفلام هوليوودية منها حفلة تنكرية في المكسيك وقراصنة مونتيري وضربات قلب ولمن تقرع الاجراس وقراصنة كابري وكان اخرها فيلم الدم الساخن. وتوفي في لوس انجلوس عام 1956 عن عمر ناهز 66 سنة، ودفن في مقابر وودلاند هيلز.

## روابط خارجية
- ميخائيل راسومني على موقع IMDb (الإنجليزية)
- ميخائيل راسومني على موقع ألو سيني (الفرنسية)
- ميخائيل راسومني على موقع أول موفي (الإنجليزية)
- ميخائيل راسومني على موقع قاعدة بيانات برودواي على الإنترنت (الإنجليزية)
- ميخائيل راسومني على موقع قاعدة بيانات الأفلام السويدية (السويدية)
- ميخائيل راسومني على موقع إن إن دي بي (الإنجليزية)
- ميخائيل راسومني على موقع قاعدة بيانات الفيلم (الإنجليزية)
- ميخائيل راسومني على موقع كينوبويسك (الروسية)